# Dactylocythere cryptoteresis
Dactylocythere cryptoteresis är en kräftdjursart som beskrevs av Hobbs och Peters 1993. Dactylocythere cryptoteresis ingår i släktet Dactylocythere och familjen Entocytheridae. Inga underarter finns listade i Catalogue of Life.